# Zhelèstids
Els zhelèstids (Zhelestidae) són una família de mamífers extints que visqueren durant el Cretaci en allò que avui en dia és Euràsia i Nord-amèrica. Se'ls ha classificat de diferents maneres dins del clade dels euteris i fins i tot s'ha dit que formen un tàxon parafilètic, però la solució més acceptada és classificar-los com a família incertae sedis dins del clade Eutheria.